# Tournoi britannique de rugby à XV 1934
Navigation
Tournoi 1933 Tournoi 1935
Le Tournoi britannique de rugby à XV 1934 a été remporté par l'Angleterre qui remporte tous ses matches et donc la Triple couronne.

## Classement
| Rang | Nations            | J | V | N | D | PP | PC | Δ   | Pts |
| ---- | ------------------ | - | - | - | - | -- | -- | --- | --- |
| 1    | Angleterre         | 3 | 3 | 0 | 0 | 28 | 6  | +22 | 6   |
| 2    | Pays de Galles (T) | 3 | 2 | 0 | 1 | 26 | 15 | +11 | 4   |
| 3    | Écosse             | 3 | 1 | 0 | 2 | 25 | 28 | -3  | 2   |
| 4    | Irlande            | 3 | 0 | 0 | 3 | 12 | 42 | -30 | 0   |

LÉGENDE

J matches joués, V victoires, N matches nuls, D défaites ;
PP points marqués, PC points encaissés, Δ différence de points PP - PC ;
Pts points de classement (2 points pour une victoire, 1 point en cas de match nul, rien pour une défaite) ;

T : Tenant du titre 1933.

## Résultats
| 20 janvier 1934, Cardiff   | Pays de Galles | 00 - 9  | Angleterre     |
| 3 février 1934, Édimbourg  | Écosse         | 06 - 13 | Pays de Galles |
| 10 février 1934, Dublin    | Irlande        | 03 - 13 | Angleterre     |
| 24 février 1934, Édimbourg | Écosse         | 16 - 9  | Irlande        |
| 10 mars 1934, Swansea      | Pays de Galles | 13 - 0  | Irlande        |
| 17 mars 1934, Londres      | Angleterre     | 06 - 3  | Écosse         |